# جورج بردبرن
جورج بردبرن (George Bradburn)‏ (۴ مارس ۱۸۰۶–۲۶ ژوئیه ۱۸۸۰)، سیاستمدار آمریکایی و کاهن یونیتارین ماساچوست بود که به دلیل حمایت از انحلال‌گرایی و حقوق زنان به شهرت رسیده بود. او در کنفرانس ضد برده‌داری ۱۸۴۰ در لندن شرکت نمود و در این کنفرانس علیه حذف نمایندگان زن موضع گرفت. در سال ۱۸۴۳ جورج بردبرن همراه با فردریک داگلاس در ایندیانا در حین یک مأموریت سخنرانی می‌نمود، مورد حمله قرار گرفتند. لیدیا ماریا چایلد در خصوص فعالیت‌های او در مبارزه با برده‌داری نوشت که او «جایگاه والایی در میان افراد آزموده شده و حقیقی دارد».

## زندگی‌نامه
بردبرن در ۴ مارس سال ۱۸۰۶ در خانوادهٔ جمیز و سارا بردبرن در اتلبارو، شهر کوچکی واقع ماساچوست متولد شد. بعد از مرگ مادرش، بردبرن توسط خواهر ناتنی‌اش به‌نام فانی بزرگ شد. بردبرن در اوایل حرفهٔ ماشین‌کاری را شروع نمود تا این‌که در سن نزده سالگی تصمیم گرفت تا تحصیلات خویش را ادامه دهد. وی تحصیلات خود را در آکادمی فیلیپس اکستر واقع نیوهمپشایر ادامه داد. بعد از فراگیری آموزش نزد هوزیا بالو (دوم)، بردبرن به مدرسه الهیات هاروارد پذیرفته شد.
نخستین پُست وزارتی بردبرن در سال ۱۸۳۱ در نانتاکت بود اما کلیسای او در حالی‌که بردبرن در آنجا حضور نداشت، به شکل حیرت‌انگیزی فروخته شد و حضار کلیسای او بعداً در سال ۱۸۳۴ متفرق شدند. در حین بودوباش در نانتاکت، بردبرن با خانم اولی‌اش لیدیا آشنا و با وی ازدواج نمود، اما در ظرف یک‌سال پس از ازدواج لیدیا فوت نمود و یگانه دختراش هم یک‌سال بعد از دنیا رفت. فوت همسر و دختراش «بر تمامی زندگی‌وی سایه افگند». به علاوه، حس شنوایی بردبرن در حال از بین رفتن بود. با وجود این‌همه مشکلات، او به خوبی مورد توجه قرار گرفت و در سال ۱۸۳۹ توسط ویگ‌ها به مدت سه سال به عنوان قانون‌گذار ماساچوست انتخاب شد.
بردبرن در سال ۱۸۳۹ به انجمن ضد برده‌داری آمریکا پیوست و قانون رادیکال مرتبط را ارائه کرد. وی رهبری جنبشی را به‌عهده داشت که قانون ازدواج را لغو نمود. بعد از این تغییر در سال ۱۸۴۲ «مردم ماساچوست که تمایل به ازدواج داشته باشند، نیاز نیست که چهره‌های خویش را مقایسه نمایند».

### سال «کنوانسیون جهانی»
در سال ۱۸۴۰ زمانی‌که ابی کلی در کنوانسیون سالانهٔ انجمن ضد برده‌داری آمریکا، عضویت کامل کمیته بازرگانی این انجمن را کسب نمود، حق یک زن برای خدمت در کمیتهٔ ضد برده‌داری آمریکا ایجاد شد. ایجاد حق زنان در این کمیته بدون هزینه نبود؛ یک‌تعداد اعضاء جلسه را ترک گفتند اما سایرین که به «جناح گاریسونین» معروف بودند، به حقوق مساوی همه آمریکایی‌ها صرف‌نظر از جنسیت معتقد بودند؛ بنابراین، زمانی‌که دعوت‌نامهٔ شرکت در کنوانسیون جهانی ضد برده‌داری ۱۲ ژوئن سال ۱۸۴۰ لندن به ماساچوست مواصلت ورزید، تعجب‌آور نبود که ماساچوست تصمیم گرفت که نه‌تنها ویلیام لوید گریسون، وندل فیلیپس و بردبرن بلکه لیدیا ماریا چایلد، هریت مارتینو و ماریا وستون چپمن را نیز به آن کنوانسیون بفرستد.
بردبرن به تاریخ ۷ مه سال ۱۸۴۰ در صندلی نخست کشتی روسکو سفر نمود. دیگر نمایندگان ضد برده‌داری داخل کشتی عبارت بودند از جیمز و لوکرشیا مات، امیلی وینزلو و پدرش ایساک، آبی سوت، هنری گریو و دختراش مری گریو و الیزابت نیل. بعد از این‌که نمایندگان به لندن رسیدند، بسیاری از آن‌ها از فرصت استفاده نموده و به انگلند سفر کردند. بردبرن از مکان‌های مختلفی از جمله کاخ بلنهایم، سالن ایتون، شهر استراتفورد، دانشگاه آکسفورد و قلعهٔ واوریک بازدید نمود. بردبرن بعداً از این تجربیات در سخنرانی‌های خویش در زندگی بعدی‌اش استفاده نمود.
اندکی قبل از افتتاح کنوانسیون جهانی ضد برده‌داری، جوزف استورج ترتیب دهندهٔ کنوانسیون توضیح داد که نمایندگان زن اجازه شرکت در این کنوانسیون را ندارند. «این اقدام جدید احمقانه، این فریب فضولانه آمدن زنان به کنوانسیون»، مورد سرزنش اعضای برجستهٔ انگلیسی ضد برده‌داری قرار گرفت. یک تعداد نمایندگان مرد آمریکایی از جمله جورج بردبرن، ویندیل فیلیپس، جیمز موت، ویلیام آدام، ایساک وینزلو، جی. پی میلر و هنری بروستر استنتن از زنان طرفداری نمودند. ویلیام لوید گریسون که تا تاریخ هفدهم در کنوانسیون نبود تا زمانی که مساوات در کرسی‌ها ایجاد نشد از نشستن در کرسی خودداری نمود. هنری گریو به نفع حقوق مردان به‌منظور حذف زنان صحبت کرد، با وجودی‌که دخترش یکی از نمایندگانی بود که از شرکت در کنوانسیون محروم شده بود. زنان آمریکایی مجبور شدند تا با سایر ناطرین زن مانند لیدی بایرون همراه شوند و اجازه شرکت در این کنوانسیون برای شان داده نشد. در این کنوانسیون نه‌تنها برابری جنسیتی مورد بحث قرار گرفت بلکه بردبرن گفت: «مطرح کردن کلماتی مانند مسیحی، مذهبی و امثال این کلمات توسط افراد از هر دینی یا افرادی که دین ندارند، باید از برنامه کاری ضد برده‌داری حذف شود».
نقاشی صورت بردبرن که در بالای این مقاله و در تصویر هایدن از کنوانسیون جهانی ضد برده‌داری سال ۱۸۴۰ نشان داده شده‌است، در اتاق کوچکی در سالن فراماسون‌ها، محلی‌که در آن کنوانسیون برگزار شده بود، تکمیل شده بود. بردبرن اظهار نمود که او مورد «شدت و تیزبینی بیش از حد» قرار گرفته‌است اما هایدون به وی اطمینان داد که در حین سخنرانی‌اش «انقلابی» به نظر می‌رسید. بردبرن بعد از بازدید از فرانسه برای جلسه سوم در ۳ اوت سال ۱۸۴۰ زمان گذاشت. بردبرن بعداً از نیوکاسل، اسکاتلند و ایرلند دیدن نمود و با افرادی که در کنوانسیون ملاقات نموده بود از جمله دانیل اوکنال رهبر ناسیونالیست ایرلندی و لیدی بایرون ریاضی‌دان (و خانم دلسرد شده شاعر) دیدن نمود.

## ۱۰۰ کنوانسیون
بردبرن در سال ۱۸۴۳ فردریک داگلاس و ویلیام ای. وایت را در یک مأموریت سخنرانی که توسط انجمن ضد برده‌داری آمریکا سازماندهی و «۱۰۰ کنوانسیون» نامیده می‌شد، همراهی کرد. این مأموریت موعظه برای نوکیشان نبود و متعاقباً بردبرن مورد حمله قرار گرفت. داگلاس مورد حمله قرار گرفت و دست‌اش خیلی شدید شکست چنانچه که هرگز به‌طور کامل بهبود نیافت. منابع دیگری می‌گویند که بردبرن در حین وقوع حمله در ۱۶ سپتامبر سال ۱۸۴۳ در پندلتن در اندیانا بود.
از سال ۱۸۴۶ الی سال ۱۸۴۹ برایدن مصروف ویراستاری مجله «پیشگام و منادی آزادی» در لِین ماساچوست بود.
داگلاس به یک گروهی در ایرلند داستانی را بیان کرد که چگونه بلک‌برن در حالی‌که ناشنوا بود به خاطر تصوراش مبنی بر این‌که وزراء می‌توانند پیام مخالفین برده‌داری را بپذیرند، همان‌طور که «باید زندگی نمایند»، به چالش کشیده شد. بردبرن افزود «من منکر هرنوع ضرورتی هستم- من مخالف فرضیه مقدم شما هستم. من منکر این هستم که زندگی برای هر انسانی ضروری است، مگر این‌که صادقانه زندگی نماید».

### سال ۱۸۵۰
بردبرن در سال ۱۸۵۰ در بوستون با فرانسیس اچ. پارکر ازدواج نمود. اگرچه فرانسیس اچ. پارکر بعداً علیل و ناتوان شد و مانع بردبرن از تصدی پُست‌های خارج از کشور شد اما در نهایت این فرانسیس اچ. پارکر بود که خاطرات بردبرن را تکمیل نمود. بردبرن در آن سال برای مجله بوستون کرونوتایپ کار می‌کرد و در کنوانسیون دو روزهٔ حقوق زنان که در سالن برینلی شهر ووستر برگزار شده بود، شرکت نمود.